# Gianluigi Quinzi
Gianluigi Quinzi (Cittadella, 1º febbraio 1996) è un ex tennista italiano.
Nel 2013 vinse il Torneo di Wimbledon ragazzi, dopo aver contribuito alla vittoria della prima Coppa Davis Junior dell'Italia nel 2012.
Considerato da juniores un grande talento tennistico internazionale, a gennaio 2013 ha raggiunto la posizione di N°1 nel ranking ITF Junior. Ha vinto in carriera due titoli dell'ATP Challenger Tour. La sua migliore classifica ATP in singolare è stata il 142º posto raggiunto il 15 aprile 2019.

## Biografia

### Vita privata
Nato a Cittadella il 1º febbraio 1996, cresce a Porto San Giorgio con la madre Carlotta Baggio, già nazionale di sci e pallamano, e il padre Luca, presidente del tennis club locale. Ha un fratello minore, Gianluca.

## Carriera sportiva

### Juniores
Inizialmente si avvicina allo sci alpino, ma dall'età di sette anni si dedica soprattutto al tennis. A otto anni entra nell'accademia di Nick Bollettieri negli Stati Uniti. Vince in Florida il Little Mo, torneo riservato agli Under-10, nel cui albo d'oro vi sono nomi illustri quali Serena Williams e Andy Roddick. A tredici anni è il più giovane tennista nelle classifiche ITF Junior e l'anno successivo conquista quattro tornei consecutivi con una serie di venti vittorie.

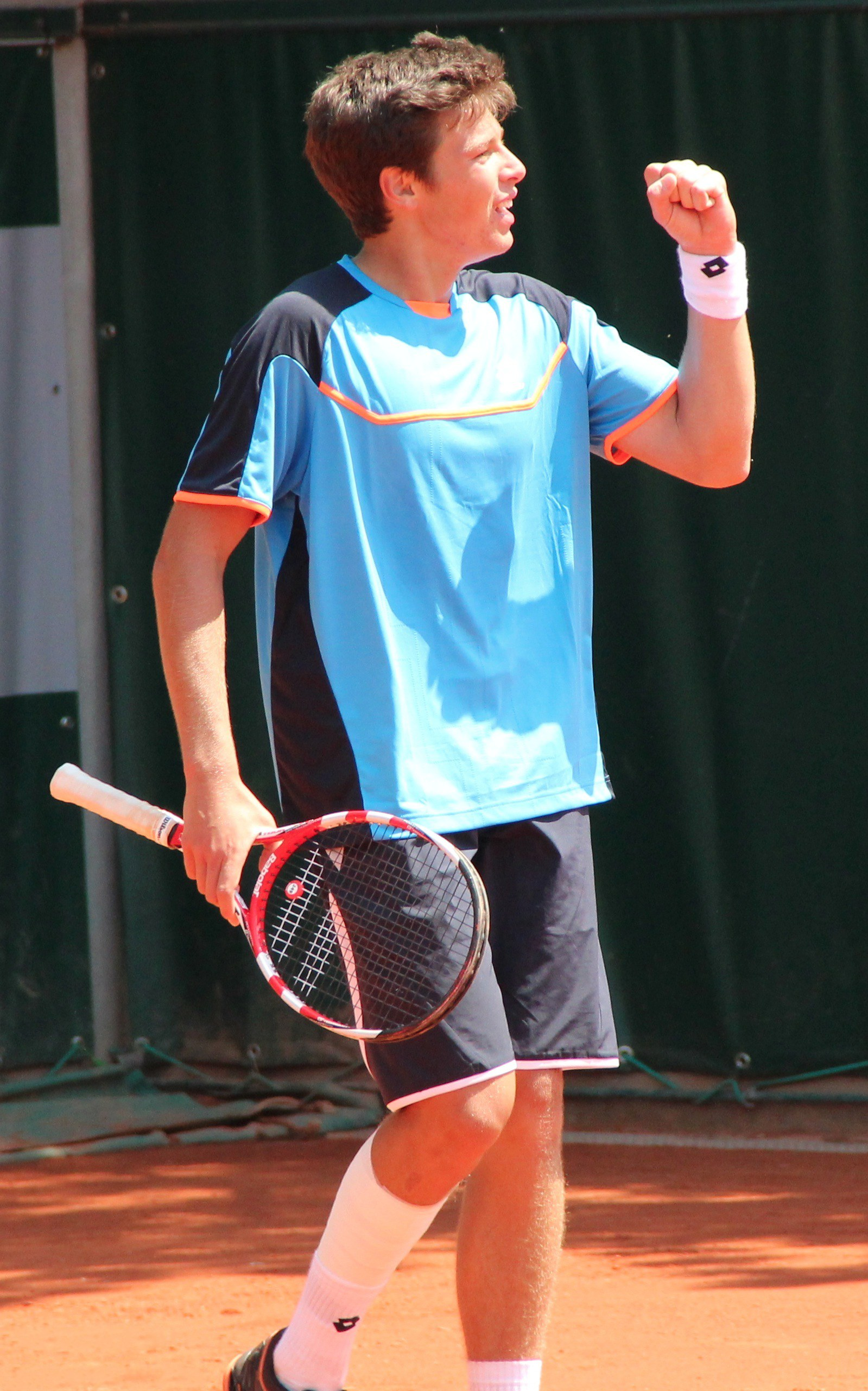
Gianluigi Quinzi durante un match.

Inizia a farsi conoscere presto nei tornei riservati agli Under-18, a quattordici anni nel 2010 conquista l'Honduras Bowl sconfiggendo in finale Walner Espinoza.
Quella stagione viene nominato Giocatore dell'anno dalla Federazione europea, titolo assegnato in passato a Đoković e Gasquet.
Nel 2012 conquista il Trofeo Bonfiglio di Milano superando in finale Temur Ismailov. Dopo la sconfitta al terzo turno del Roland Garros di categoria contro Kyle Edmund, perde in semifinale a Wimbledon contro il numero uno al mondo Luke Saville. A fine stagione trionfa nella finale di Coppa Davis Junior contro l'Australia vincendo in singolare con Thanasi Kokkinakis e in doppio insieme a Filippo Baldi, portando per la prima volta il titolo in Italia.
Il 1º gennaio 2013 raggiunge per la prima volta in carriera la prima posizione del ranking mondiale ITF junior. All'Australian Open perde ai quarti di finale con Kokkinakis. Esce ai quarti anche al Roland Garros cedendo a Nikola Milojević. Si aggiudica quindi il suo primo Slam junior a Wimbledon il 7 luglio 2013 senza perdere un set, sconfiggendo nell'ordine Samm Butler, Johannes Haerteis, Johan Tatlot ai quarti si prende la rivincita su Milojević e in semifinale supera Kyle Edmund per 6-4, 6-4. In finale batte Chung Hyeon per 7-5, 7-6,2, diventando il secondo italiano a vincere questo torneo dopo Diego Nargiso nell'edizione del 1987. Dopo la sconfitta contro Kokkinakis nei quarti degli US Open 2013 si concentra sui tornei professionistici.

### Professionista

#### Inizi 2011-2013
Nel settembre 2011 vince il primo match da professionista al torneo ITF di Mazatlán battendo lo svizzero Luca Margaroli. L'anno dopo viene sconfitto ai quarti nel Futures di Pozzuoli da Alessio Di Mauro. In settembre raggiunge la prima semifinale Futures al torneo di Manzanillo e in novembre la prima finale Futures nella Copa Curicó in Cile. Dopo le finali perse nel 2013 a Bogotà e a Sharm el-Sheikh, il 1º giugno conquista il primo titolo Futures a Casablanca contro il padrone di casa Lamine Ouahab. In luglio vince il primo incontro nell'ATP Challenger Tour a Recanati  battendo Stefano Travaglia. In coppia con il connazionale Adelchi Virgili, perde la finale di doppio nello stesso torneo contro i britannici Ken e Neal Skupski con il punteggio di 4-6, 2-6.

#### 2014
Nel PBZ Zagreb Indoors 2014 di Zagabria tenta per la prima volta le qualificazioni in un torneo ATP, al primo turno supera Yannick Mertens ma si ferma al secondo contro Peđa Krstin. In primavera vince un torneo Futures in Romania e due in Marocco. In luglio perde al primo turno nelle qualificazioni dell'ATP di Kitzbühel contro João Souza.

#### 2015
Nel 2015 vince solo due Futures negli USA e nei Paesi Bassi. Nei tre tornei ATP a cui partecipa, tra i quali i Masters 1000 di Miami e Roma,  esce nelle qualificazioni, vincendo un incontro solo a Buenos Aires. Perde nei quarti di finale del Challenger di Napoli da Marco Cecchinato, dopo aver eliminato al primo turno il nº 104 ATP Blaž Rola. In un'intervista rilasciata a fine stagione, Quinzi rivela di non riuscire ancora a reggere la pressione derivata dalla vittoria di Wimbledon nel 2013.

#### 2016
Nel marzo 2016 coglie la prima vittoria in carriera contro un giocatore top 100, lo slovacco Lukáš Lacko, al primo turno del Challenger Israel Open. In aprile vince un Futures in Ungheria e in maggio un altro in Bosnia ed Erzegovina. In giugno supera nel secondo turno del Challenger Città di Caltanissetta il nº 95 ATP Facundo Bagnis prima di arrendersi nei quarti a Matteo Donati. Grazie alla semifinale raggiunta nel Challenger di Cordenons entra per la prima volta tra i primi 300 del ranking ATP. In novembre si aggiudica un Futures in Norvegia battendo in finale Casper Ruud 6-4 6-2 e chiude l'anno al 291º posto.

#### 2017
Nel marzo 2017 sceglie Fabio Gorietti come allenatore, il settimo da quando ha vinto Wimbledon ragazzi nel 2013. Il mese successivo entra per la prima volta nel tabellone principale di un torneo ATP al Grand Prix Hassan II di Marrakesh. Supera le qualificazioni battendo il nº 99 ATP Evgenij Donskoj e Lee Duckhee; al primo turno del main draw batte in due set Paul-Henri Mathieu, vincendo la prima partita nel circuito maggiore, e al secondo esce dopo aver costretto al terzo set il nº 37 ATP Paolo Lorenzi.
Altri risultati di questo periodo nel circuito Challenger sono gli ottavi di finale al Kunming Open, i quarti al Roma Open e alla Venice Challenge Save Cup e la semifinale nella prima edizione del Lisboa Belém Open. In maggio migliora il proprio best ranking raggiungendo la 226ª posizione. A distanza di 4 anni dal trionfo nel torneo ragazzi, Quinzi si ripresenta a Wimbledon e viene eliminato al primo turno delle qualificazioni da Cristian Garín. Il resto della stagione è contrassegnato da infortuni che lo tengono spesso fermo. In novembre prende parte alle Next Generation ATP Finals dopo aver battuto Filippo Baldi nella finale del torneo di qualificazione, perdendo poi di misura gli incontri di Round Robin con Andrej Rublëv, Denis Shapovalov e Chung Hyeon. Chiude l'anno al 335º posto del ranking ATP.

#### 2018
Tra gennaio e febbraio 2018 vince due Futures in Turchia ed Egitto prima di rientrare nel circuito ATP Challenger. Raggiunge gli ottavi agli Internazionali di Tennis di Bergamo e il 29 aprile conquista il suo primo titolo Challenger agli Internazionali di Tennis d'Abruzzo battendo in serie Joris De Loore, Luca Vanni, Andrea Pellegrino, Tallon Griekspoor e in finale Casper Ruud per 6-4, 6-1. Dopo i quarti di finale a Ostrava e le semifinali al Roma Open (sia in singolare che in doppio), il 27 maggio vince il suo secondo Challenger alla Venice Challenge Save Cup sconfiggendo in finale Gian Marco Moroni per 6-2, 6-2 dopo aver battuto nell'ordine Federico Gaio, Filippo Baldi, Lorenzo Giustino e in semifinale Danilo Petrović.
La settimana successiva non va oltre gli ottavi di finale a Vicenza ma migliora il proprio best ranking attestandosi in 200ª posizione. In giugno raggiunge i quarti al torneo dell'Aquila e gli ottavi al Milano ATP Challenger. In luglio raggiunge la sua terza finale Challenger agli Internazionali di Tennis Città di Perugia, dove è battuto da Ulises Blanch. Al termine del torneo raggiunge il suo nuovo best ranking piazzandosi al 167º posto ed entra per la prima volta tra i migliori 10 tennisti italiani.  Dagli ottavi di finale del Challenger di San Benedetto segue un periodo di scarsi risultati nei tornei successivi tra cui le qualificazioni degli US Open, disputate per la prima volta da professionista. Raggiunge i quarti di finale a Stettino tornando a migliorare il best ranking. In ottobre raggiunge gli ottavi di finale della Firenze Tennis Cup. In novembre esce agli ottavi a Buenos Aires e ottiene il proprio nuovo best ranking raggiungendo il 146º posto per poi chiudere l'anno al 155º.

#### 2019
Nelle qualificazioni dell'ATP 250 Maharashtra Open di Pune elimina Sasi Kumar Mukund e perde poi contro Félix Auger-Aliassime. Al debutto da professionista nelle qualificazioni degli Australian Open viene sconfitto da Miomir Kecmanović. Al Challenger di Punta del Este raggiunge i quarti di finale ed esce al turno decisivo delle qualificazioni al successivo ATP 250 di Còrdoba in febbraio. Arriva quindi agli ottavi di finale al Challenger DCNS de Cherbourg e ai quarti agli Internazionali di Tennis di Bergamo  dove esce per mano del giovane Jannik Sinner. Nelle qualificazioni del Masters 1000 di Indian Wells viene eliminato al primo turno. È poi costretto al ritiro al primo turno del Challenger di Phoenix per un infortunio alla caviglia; si ferma al primo turno anche alle qualificazioni del Masters 1000 di Miami, battuto da Radu Albot.
Al termine della trasferta negli Stati Uniti termina la collaborazione con Fabio Gorietti. In aprile esce agli ottavi all'Open Barletta ma migliora il best ranking portandosi al 142º posto. Esce sconfitto ai sedicesimi di finale degli Internazionali di Tennis d'Abruzzo, dove difendeva il titolo della precedente stagione. In maggio si presenta per la prima volta al Roland Garros, dove dopo aver battuto Marc Polmans al primo turno, non va oltre il secondo turno di qualificazione. In luglio raggiunge i quarti di finale al Challenger di Perugia. Nei restanti tornei Challenger fino a fine stagione non supera mai il secondo turno e chiude l'annata con una semifinale nel torneo ITF M25 di Monastir e al 366º posto del ranking ATP.

#### 2020-2022
Con la classifica deficitaria torna a concentrarsi sui tornei ITF; apre la stagione in Florida conquistando il titolo all'ITF M25 di Weston e la settimana dopo si ferma ai quarti a Palm Coast. Non ottiene altri risultati di rilievo fino al blocco del circuito in marzo per la pandemia di COVID-19. In questo periodo annuncia che il suo nuovo coach sarà Massimo Sartori, che già assiste Cecchinato e Seppi. Dopo la ripresa delle attività in agosto, raggiunge i quarti in un torneo ITF in Austria e in settembre la finale in un altro torneo ITF in Repubblica Ceca. Termina il rapporto con Sartori e negli ultimi tornei stagionali non va oltre i quarti in un Futures spagnolo. Si prende quindi una lunga pausa anche per un dolore all'alluce che lo affligge da qualche anno.
Il 1º luglio 2021 annuncia il suo ritiro dal tennis a causa delle scarse motivazioni dovute all'elevato stress provocato dalle aspettative sulle sue performance. Chiusa la carriera da tennista si è dedicato allo studio in scienze motorie e all'attività di allenatore, intraprendendo una collaborazione con Riccardo Piatti al Piatti Tennis Center di Bordighera.
2023
Nella sua prima trasferta stagionale da allenatore, segue la giovane promessa indiana Manas Dhamne in occasione del torneo ATP 250 di Pune.

## Statistiche

### Tornei minori

#### Singolare

##### Vittorie (14)
| Legenda tornei minori |
| Challenger (2)        |
| Futures (12)          |

| Numero | Data             | Torneo                                          | Superficie  | Avversario in finale | Punteggio        |
| 1.     | 1º giugno 2013   | ITF Morocco F1, Casablanca                      | Terra rossa | Lamine Ouahab        | 7–6(2), 1-6, 6-4 |
| 2.     | 18 maggio 2014   | ITF Romania F1, Galati                          | Terra rossa | Vasile Antonescu     | 6-3, 2-6, 6-3    |
| 3.     | 24 maggio 2014   | ITF Morocco F1, Safi                            | Terra rossa | Hugo Dellien         | 6-2, 6-2         |
| 4.     | 31 maggio 2014   | ITF Morocco F2, Casablanca                      | Terra rossa | Gianni Mina          | 6-2, 6-3         |
| 5.     | 15 febbraio 2015 | ITF USA F7, Sunrise                             | Terra verde | Federico Coria       | 6-4, 6-4         |
| 6.     | 23 agosto 2015   | ITF Netherlands F5, Oldenzaal                   | Terra rossa | Jesse Huta Galung    | 7-5, 2-0 rit.    |
| 7.     | 24 aprile 2016   | ITF Hungary F1, Seghedino                       | Terra rossa | Gregorz Panfil       | 6-3, 7-5         |
| 8.     | 29 maggio 2016   | ITF Bosnia & Herzegovina F3, Kiseljak           | Terra rossa | Dejan Katic          | 6-2, 6-4         |
| 9.     | 5 novembre 2016  | ITF Norway F3, Oslo                             | Cemento     | Casper Ruud          | 6-4, 6-2         |
| 10.    | 14 gennaio 2018  | ITF Turkey F1, Antalya                          | Cemento     | Marc Sieber          | 3-6, 6-3, 6-3    |
| 11.    | 11 febbraio 2018 | ITF Egypt F4, Sharm El Sheikh                   | Cemento     | Jaroslav Pospíšil    | 6-2, 6-4         |
| 12.    | 29 aprile 2018   | Internazionali di Tennis d'Abruzzo, Francavilla | Terra rossa | Casper Ruud          | 6-4, 6-1         |
| 13.    | 27 maggio 2018   | Venice Challenger Save Cup, Mestre              | Terra rossa | Gian Marco Moroni    | 6-2, 6-2         |
| 14.    | 2 febbraio 2020  | ITF USA M25, Weston                             | Terra verde | Christian Lindell    | 3-6, 7-5, 7-5    |

##### Finali perse (5)
| Legenda tornei minori |
| Challenger (1)        |
| Futures (4)           |

| Numero | Data              | Torneo                                             | Superficie  | Avversario in finale      | Punteggio      |
| 1.     | 24 novembre 2012  | ITF Chile F12, Curicó                              | Terra rossa | Guillermo Rivera-Aránguiz | 4-6, 4-6       |
| 2.     | 9 marzo 2013      | ITF Colombia F2, Bogotà                            | Terra rossa | Carlos Salamanca          | 6(3)–7, 6(2)–7 |
| 3.     | 28 aprile 2013    | ITF Egypt F4, Sharm El Sheikh                      | Terra rossa | Mohamed Safwat            | 2-6, 6-1, 3-6  |
| 4.     | 15 luglio 2018    | Internazionali di Tennis Città di Perugia, Perugia | Terra rossa | Ulises Blanch             | 5-7, 2-6       |
| 5.     | 27 settembre 2020 | ITF CZE M25, Jablonec nad Nisou                    | Terra rossa | Agustin Velotti           | 2-6, 1-6       |

#### Doppio

##### Finali perse (1)
| Legenda        |
| Challenger (1) |
| Futures (0)    |

| Numero | Data           | Torneo                       | Superficie | Compagno        | Avversari in finale      | Punteggio |
| 1.     | 20 luglio 2013 | Guzzini Challenger, Recanati | Cemento    | Adelchi Virgili | Ken Skupski Neal Skupski | 4-6, 2-6  |